# Dennis van Noort
Dennis van Noort (Papendrecht, 23 februari 1981) is een voormalige Nederlandse atleet, die gespecialiseerd was in het verspringen.

## Loopbaan
Van Noort begon in 1988 met atletiek in Papendrecht bij de atletiekvereniging ARSV. Later stapte hij over naar Parthenon Dordrecht. Al snel bleek dat hij bijzondere springtalenten had.
Zijn eerste succes bij de senioren boekte Van Noort in 2002. Tijdens de Nederlandse kampioenschappen werd hij tweede achter Jurgen Cools met een sprong van 7,42 m. Een jaar later kwam hij Cools opnieuw tegen, eerst op de Nederlandse indoorkampioenschappen, waar hij hem wederom voor moest laten en tweede werd met een sprong van 7,11 m. Later dat jaar, tijdens de Nederlandse baankampioenschappen, was het van hetzelfde laken een pak. Hoewel Van Noort tot zijn beste poging ooit kwam en zijn persoonlijk record op 7,51 stelde, werd hij voor de derde maal op rij overtroffen door Cools, die 7,90 ver sprong en de Nederlandse titel opnieuw voor Van Noorts neus wegkaapte. Weer moest hij genoegen nemen met een zilveren plak.  
In 2004 won Dennis van Noort zijn vierde nationale zilveren medaille door op de NK indoor 7,31 ver te springen. Ditmaal was het niet Cools, maar de meerkamper Chiel Warners die hem de pas afsneed, overigens met slechts zeven centimeter verschil, want Warners won met 7,38.

## Persoonlijke records
| Onderdeel             | Prestatie | Datum            | Plaats    |
| --------------------- | --------- | ---------------- | --------- |
| verspringen (indoor)  | 7,31 m    | 21 februari 2004 | Gent      |
| verspringen (outdoor) | 7,51 m    | 13 juli 2003     | Amsterdam |

## Palmares

### verspringen
- 2002:  NK - 7,42 m (+2,7 m/s)
- 2003:  NK indoor - 7,11 m
- 2003:  NK - 7,51 m
- 2004:  NK indoor - 7,31 m
- 2006: 5e NK indoor - 7,14 m